# Donauparkbahn
| Übliche Zuggarnitur der Donauparkbahn                                                                                            |                      |            |            |
| Streckenlänge: | 3,34 km              |            |            |
| Spurweite: | 381 mm (Liliputbahn) |            |            |
| |                      |            |            |
| \| \| \| \| \| \| \| \| Donauturm \| \| \| \| \| Donau-City \| \| \| \| \| Rosenschau \| \| \| \| \| \| \| \| \| \| Remise \| \| |                      |            |            |
| Strecke von links · Strecke von rechts                                                                                           |                      |            |            |
| Bahnhof · Strecke geradeaus |                      | Donauturm  | Donauturm  |
| Haltepunkt / Haltestelle · Strecke                                                                                               |                      | Donau-City | Donau-City |
| Bahnhof · Strecke geradeaus |                      | Rosenschau | Rosenschau |
| Strecke nach links · Abzweig geradeaus und nach rechts                                                                           |                      |            |            |
| Betriebsstelle Streckenende |                      | Remise     | Remise     |

Die Donauparkbahn ist eine 3,34 km lange schmalspurige Parkeisenbahn auf einem Rundkurs im Donaupark in Wien. Die Bahn wurde anlässlich der Wiener Internationalen Gartenschau 1964 mit einer Spurweite von 381 Millimeter errichtet.

## Strecke

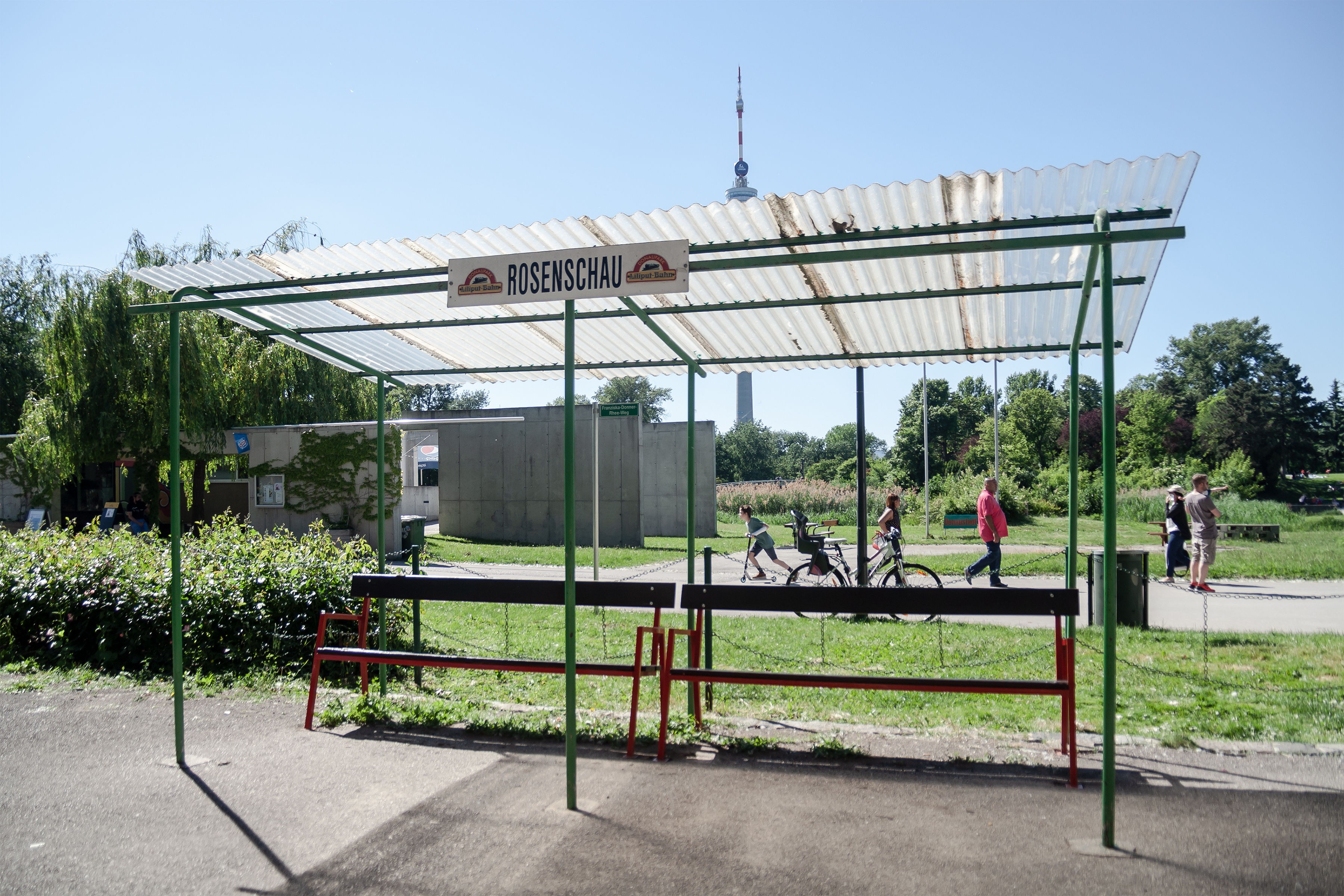
Station Rosenschau

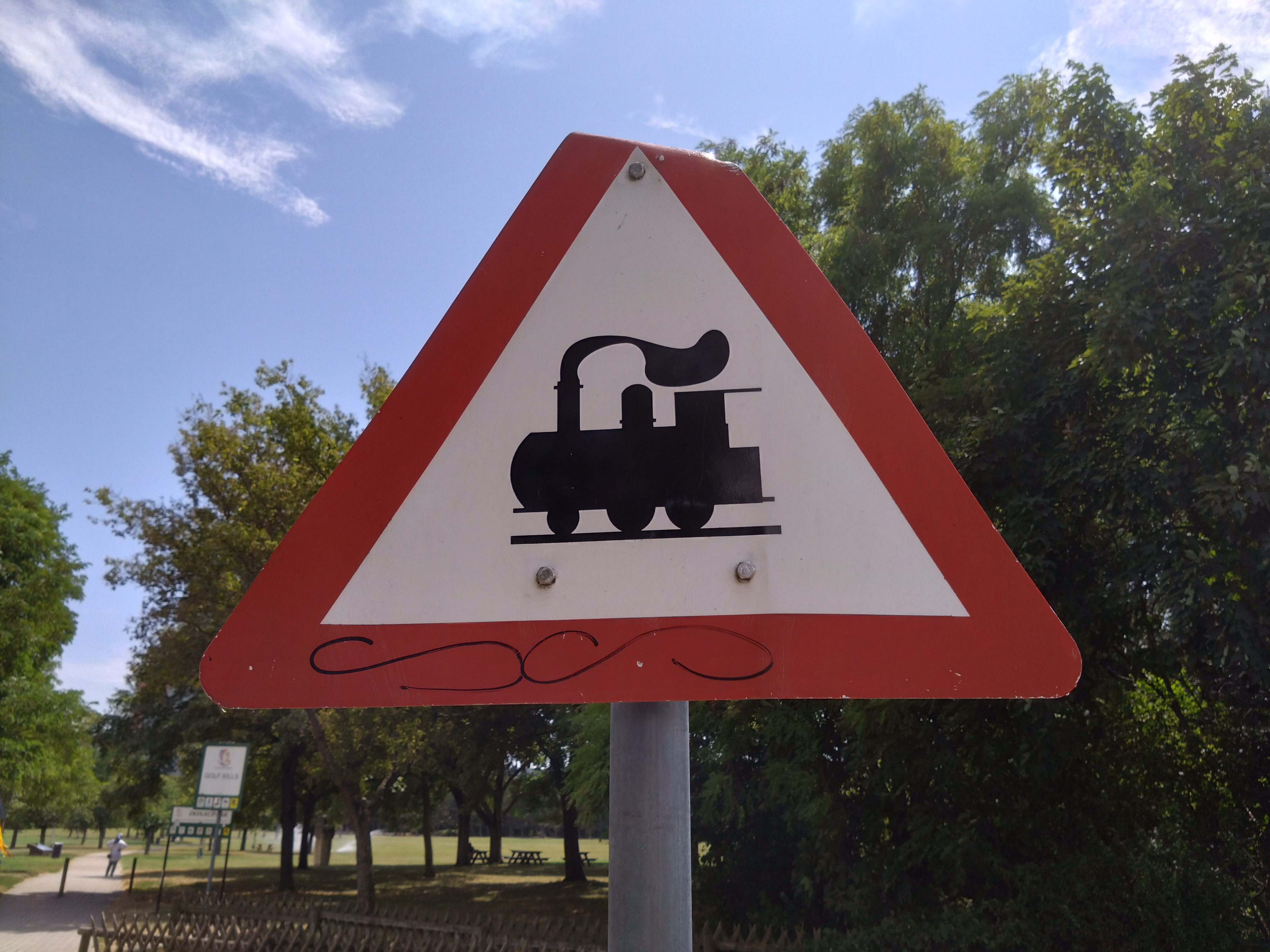
Warntafeln der Donauparkbahn, hier neben dem Donauturm

Der gegen den Uhrzeigersinn befahrene Rundkurs hat die Form einer nicht geschlossenen „8“ und weist als Besonderheit eine Maximalsteigung von 28 ‰ auf. Die Fahrtdauer beträgt ungefähr 20 Minuten.
Es gibt drei Stationen:
- Donauturm
- Rosenschau
- Donau-City (zur Zeit der Gartenschau „Haupteingang“, später „Uno-City“)

Das Remisen- und Werkstättengebäude befindet sich an der nordöstlich des Parks gelegenen Arbeiterstrandbadstraße und ist über ein Zufahrtsgleis mit der Rundstrecke verbunden. Bis Ende der 1970er Jahre befand sich das Betriebsgebäude auf der anderen Seite des Parks, – es musste dem Bau der Uno-City weichen. Das ursprüngliche Gebäude war mit einem Gleisdreieck in Bahn-km 0,9 (auf Höhe des heutigen Bienen- und Imkerhauses) an die Strecke angeschlossen.

## Fahrzeuge

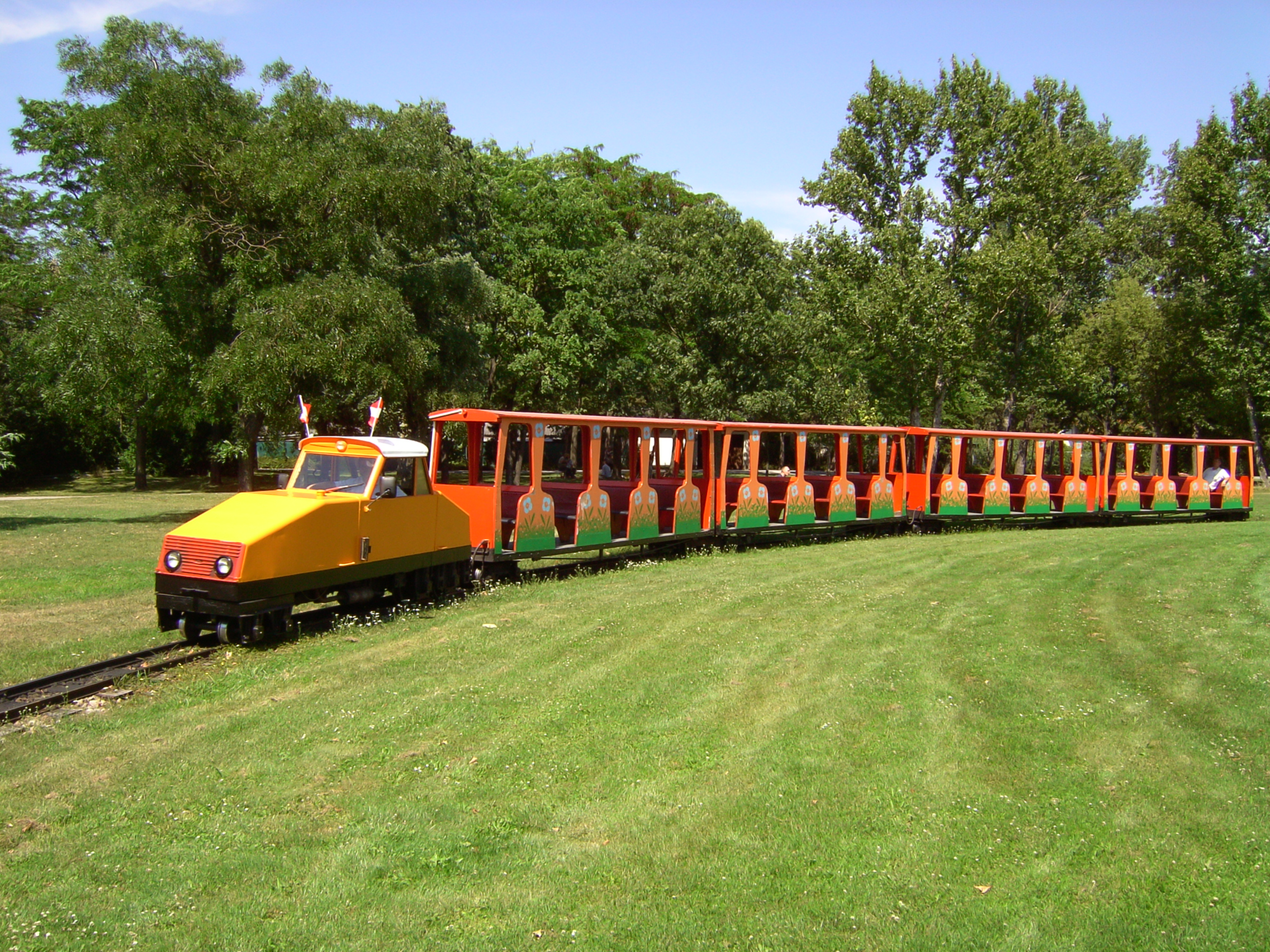
Die D2 mit ihren beiden ehemaligen Doppelwagen

In den Jahren 1963 bis 1967 wurden in mehreren Chargen insgesamt fünf Diesellokomotiven gebaut und in den Donaupark geliefert. Zunächst 1963 die heutige D2 und Anfang 1964 die D1 und die D3. Die D4 folgte dann gegen Ende 1964 und die D5 im Jahre 1967. Die Lokomotiven (D1-D4) wurden vom Hersteller Rudolf Bauer, einem Unternehmen ohne Erfahrung im Lokomotivbau, gebaut, unterscheiden sich jedoch massiv voneinander. Es handelt sich hierbei um wartungsintensive Fehlkonstruktionen.
Die erste Bauserie bestand aus drei Lokomotiven mit der Achsfolge (2B) und wurde 1963/1964 geliefert. Es stellte sich jedoch heraus, dass die Lokomotiven zu klein und leicht geraten waren und mit der Steigungsstrecke vor allem bei feuchtem Wetter Schwierigkeiten haben. 1964 wurde aus Konsequenz daraus eine vierte deutlich größere und schwerere Maschine mit der Achsfolge 2B2 gebaut und als D4 geliefert. Da diese Lok mit der Steigung noch viel mehr zu kämpfen hatte, überstellte man sie als D3 zur Liliputbahn Prater, wo sie bis heute als "Manner"-Werbeträger ihren Dienst versieht.
Die 1967 gelieferte D5 stellte ein neues Lokomotivkonzept dar, wurde jedoch 1974 mit der Bezeichnung D4 in die Praterflotte eingegliedert.  Mitte der siebziger Jahre wurde der „Stangendiesel“ D2 aus dem Prater in den Donaupark überstellt und bis Ende der Achtziger dort eingesetzt, da er mit der Steigungsstrecke deutlich besser zurechtkam. Heute verkehren im Donaupark nur mehr die Fahrzeuge der ersten Bauserie aus 1963 (D1–D3).
Als Wagenmaterial standen drei Sechswagenzüge und zwei Doppelgarnituren, die als Verstärker an einen Zug angehängt werden konnten, zur Verfügung. Die Wagen sind jenen der Liliputbahn im Prater nachempfunden. Da die Holzaufbauten zu Beginn der 2000er Jahre schon sehr verwittert waren, wurden zwei Garnituren komplett neu aufgebaut und mit Rollstuhlabteilen versehen. Sie sind seitlich offen, überdacht und in einem für die 1960er Jahre typischen Design ausgeführt.
Einer der beiden Züge wurde mit der Lokomotive D1 von den österreichischen Künstlerinnen Nina Biberle, Natascha Auenhammer, Karin Hannak, Yoly Maurer sowie dem Verein „Peace In Action, PIA!“ zum Thema „Frieden“ gestaltet. Ein Wagen dient dabei auch als interaktives Gästebuch, auf dem die Fahrgäste ihre eigenen Friedensbotschaften mit Lackstift aufschreiben dürfen.
Die Lokomotiven D1 und D3 sind technisch sehr ähnlich. Um Gleisbögen zu durchfahren, ist die vordere Treibachse querverschieblich gelagert. Die Kraftübertragung erfolgt über Ketten. Die Laufachsen vorne sitzen in einem Waggondrehgestell. Die deutlich kleinere D2, sie war die erste Lok dieser Bauserie, unterscheidet sich sehr deutlich von ihren Schwestern. Die Treibachsen befinden sich am Heck und sind völlig starr gelagert. Um Gleisbögen unfallfrei zu durchfahren, wurde der hintere Treibradsatz nachträglich mit spurkranzlosen Walzen versehen.
Die Kraftübertragung erfolgt mit einer verhältnismäßig langen Kette, welche bei mangelnder Feinfühligkeit beim Kuppeln gegen die Karosserie schlägt und dabei sehr viel Lärm verursacht. Der Lärmpegel ist im Führerstand generell sehr hoch. Der vordere Treibradsatz leidet unter sehr hohem Spurkranzverschleiß, da die Walzen keine Seitenführungskräfte aufnehmen können, außerdem beschädigen die Walzen die Bahnübergänge, und das Durchfahren von Weichen kann mit Entgleisungen verbunden sein.
Aufgrund der für die Donauparkstrecke viel zu schnellen Übersetzung des Antriebsstranges kann nur mit Standgas gefahren werden, folglich stellt die Steigungsstrecke hinsichtlich Motorleistung große Probleme dar. Die D2 wurde daher früher mit den beiden Doppelwagen eingesetzt, da die Holzaufbauten jedoch inzwischen in sehr schlechtem Zustand sind, ist diese Garnitur untauglich. Die Maschine wäre zwar nach wie vor voll betriebsfähig, kommt aber im Regelbetrieb nicht mehr zum Einsatz.
Alle Loks haben die Achsfolge 2'B, einen Antrieb mit 22 kW Steyr-Dieselmotoren Type WD213 und Landmaschinengetriebe.

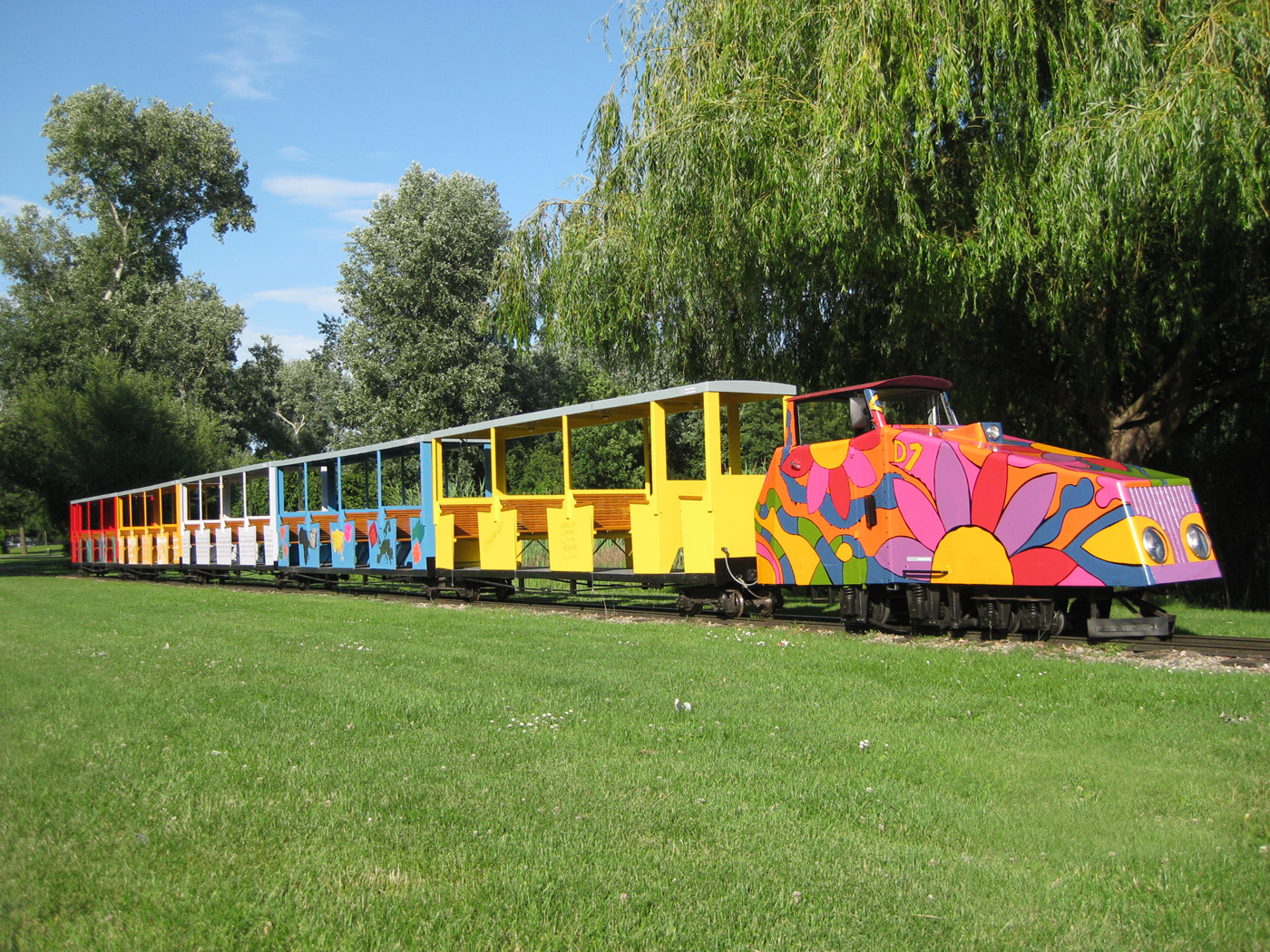
Seit Juni 2011 ist dieser zum Thema „Frieden“ künstlerisch gestaltete Zug unterwegs.

## Einsatz einer Dampflokomotive
Auf der Donauparkbahn waren regulär nie Dampflokomotiven unterwegs. Anlässlich des 50-jährigen Bestehens wurde als besondere Attraktion die Liliputbahn-Dampflok Da 2 an drei Wochenenden von 30. August bis 14. September 2014 im normalen Personenverkehr eingesetzt. Der Transport erfolgte mittels Sattelschlepper. Für die umfangreiche Infrastruktur, welche zum Betrieb einer Dampflok erforderlich ist, wurden zahlreiche Provisorien eingerichtet, mit deren Hilfe der Betrieb klaglos abgewickelt werden konnte. Die Maschine konnte auch mit ihrem Alter von immerhin 86 Jahren auf der Steigungsstrecke zum Donauturm lautstark beweisen, was in ihr steckt. Nach dem Einsatz wurde die Lok wieder zurück in den Prater gebracht.

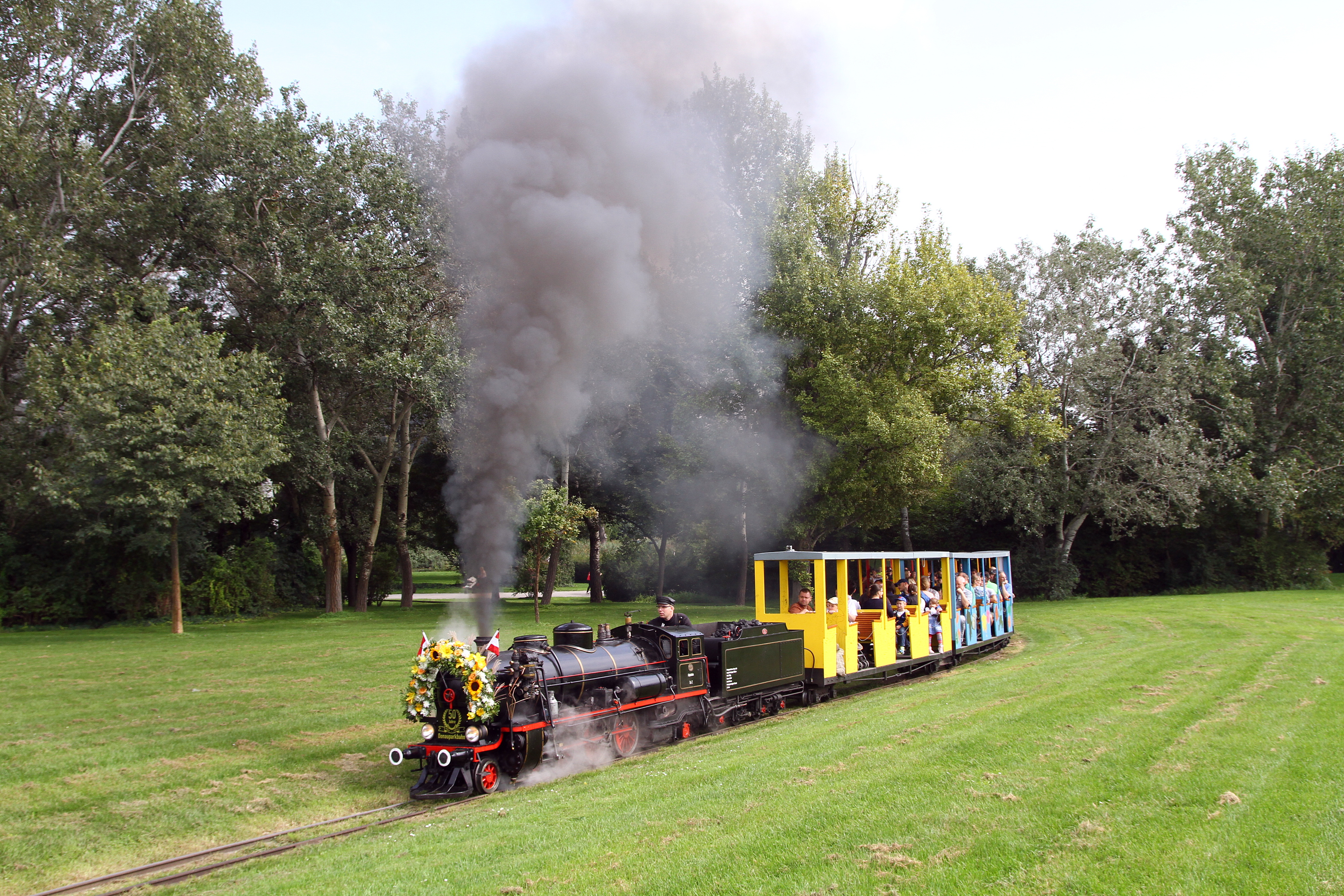
Einsatz der Dampflokomotive Da 2 zur 50-Jahre-Feier im September 2014, hier auf der Maximalsteigung unterhalb der Station Donauturm.

## Betreiber
Betreiber der Donauparkbahn ist die „Liliputbahn im Prater GesmbH“, die zu 100 % in Privateigentum steht; konzessioniert ist die Bahn nach dem Veranstaltungsgesetz.
Die Gesellschaft betreibt neben der Donauparkbahn und der Liliputbahn im Prater dort auch noch weitere Fahrgeschäfte, wie die „Super-Achter-Bahn“, „Dizzy-Mouse“, „Aquagaudi“, „Sturmboot“, „Laser-Spy“ sowie die Wegebahnen „Praterzug“ und „Vienna Heurigen Express“.